# Ordre de Daniel de Galicie
L'Ordre de Daniel de Galicie (en ukrainien : Орден Данила Галицького, orden Danyla Halytskoho) est une décoration ukrainienne. L'Ordre a été institué le 20 février 2003 par la Verkhovna Rada pour honorer les militaires des Forces armées de l'Ukraine et d'autres formations militaires créées conformément aux lois de l'Ukraine, ainsi que des fonctionnaires pour leur contribution personnelle significative à la construction de l'Ukraine, un service complet et irréprochable au peuple ukrainien.

## Médailles et rubans
Les récompenses aux membres actifs des forces armées portent des épées croisées.
| Version civile | Version militaire |
| -------------- | ----------------- |
|                |                   |
| Ruban          |                   |
|                |                   |